# Alexandre Torres
Alexandre Torres (Rio de Janeiro, Brasil, 22 d'agost de 1966) és un futbolista brasiler que el 1992 disputà un partit amb la selecció del Brasil.